# Jornal de Angola
O Jornal de Angola é um jornal diário angolano publicado em Luanda, sendo o mais antigo ainda em circulação do país, bem como o de maior audiência, com uma quota de 53,6%, em 2016. Publicado e de propriedade da editora Edições Novembro, está sob controlo do Estado angolano desde 1975.
O jornal publica notícias diárias sobre política interna e externa, economia, desporto, cultura, sociedade e a reconstrução nacional. Sua circulação diária é de cerca de 50 000 exemplares. A folha utiliza ANGOP, Agence France-Presse, Reuters, EFE, Prensa Latina e Lusa como fontes internacionais de notícias. O presidente do conselho de administracão das Edições Novembro é Víctor Silva, que também é o director do Jornal de Angola.
Até 2008, o jornal era o único quotidiano em Angola após a independência do país em 1975. Para além do jornal impresso, há a edição eletrónica. O jornal mantém escritórios editoriais em todas as dezoito províncias do país.

## Histórico
Foi fundado por Adolfo Pina em 16 de agosto de 1923, com periodicidade semanal, sendo efetivamente o primeiro periódico de jornalismo profissional angolano. Recebeu inicialmente o nome de "A Província de Angola", sendo um marco na comunicação jornalística angolana.
Inicialmente o jornal era impresso na Tipografia Mondego mas, em 5 de junho de 1924, passou a ser impresso na até então Empresa Gráfica de Angola-SARL (EGA; atual Edições Novembro).
De 16 de agosto de 1923 a 4 de agosto de 1924 foi uma publicação hebdomadária, data a partir da qual passou a ser publicado duas vezes por semana. Em 4 de outubro de 1926 passou a jornal diário vespertino de pequeno formato e em 15 de agosto de 1933 a jornal diário matutino com formato grande.
Foi publicado até 30 de junho de 1975 com o nome "A Província de Angola", sob responsabilidade editorial da EGA. Seu último diretor jornalistico como "A Província" foi Ruy Correia de Freitas. Os trabalhadores da redação do jornal entraram em greve em julho de 1975, e o edifício chegou a sofrer um atentado à bomba, o que forçou o Ministro da Informação da Transição Manuel Rui e o advogado de seu gabinete Fernando Manuel de Oliveira a publicarem naquele mês um despacho mudando o nome para "Jornal de Angola".
No processo de disputa pelo controle de Angola, Holden Roberto, da Frente Nacional de Libertação de Angola (FNLA), recebe grandes somas financeiras da Agência Central de Inteligência (CIA), em março de 1975, que lhe permitem comprar tanto o Jornal de Angola como a Televisão de Angola, para servir como instrumentos de propaganda na reta final dos confrontos da independência. Recebe de Portugal o controle dos veículos em agosto.
Após a independência de Angola, ainda em 1975, a EGA retoma o controle do jornal e passa a o publicar novamente. Em 1976 a própria EGA é finalmente nacionalizada, passando a chamar-se Edições Novembro, permanecendo como editora do "Jornal de Angola".